# Tonestus pygmaeus
Tonestus pygmaeus là một loài thực vật có hoa trong họ Cúc. Loài này được (Torr. & A.Gray) A.Nelson miêu tả khoa học đầu tiên năm 1904.